# Solidago ptarmicoides
Solidago ptarmicoides là một loài thực vật có hoa trong họ Cúc. Loài này được (Torr. & A.Gray) B.Boivin miêu tả khoa học đầu tiên năm 1972.